# Sumitomo-Affäre
Die Sumitomo-Affäre aus dem Jahr 1996 gilt als einer der größten Finanzskandale der neueren Geschichte. Der Skandal, bei dem ein einzelner Händler des japanischen Handelsunternehmens Sumitomo Corporation elf Jahre lang vollkommen unautorisierte Geschäfte kaschierte, endete letztlich mit einem Verlust von 1,8 Milliarden US-Dollar. Dieser Rekordverlust für ein einzelnes Unternehmen an den internationalen Finanzmärkten ist bisher nur durch den Händler Jérôme Kerviel im Eigenhandel der französischen Großbank Société Générale überboten worden, der einen Schaden von rund 4,9 Milliarden Euro verursacht hatte. Nicht nur Finanzexperten fragten sich, wie ein einzelner Händler einen so beispiellosen Verlust vor seinen Vorgesetzten verheimlichen konnte.
Da die Betrügereien im Gegensatz zu anderen Fällen (siehe z. B. Barings-Bank) nicht den Konkurs des Unternehmens zur Folge hatten, blieb die Affäre eher außerhalb der Massenmedien.

## Hintergrund
Die Sumitomo Corporation in Tokio stellte 1985 den Börsenhändler Yasuo Hamanaka ein. Der damals 37-jährige Mann galt als Experte für Warentermingeschäfte. Insbesondere konnte er herausragende Kenntnisse über den sehr komplexen Handel mit Kupfer vorweisen.
Durch Hamanaka konnte das Unternehmen zunächst große Gewinne verzeichnen; dies geschah allerdings nur, weil Hamanaka durch unerlaubte Aktienkäufe von Kupferunternehmen den Markt manipulierte. Den Kupferpreis zog er künstlich durch massierte Ankäufe von Kupfer-Terminkontrakten in die Höhe. Bereits 1991 wendete sich die Aufsichtsbehörde der London Metal Exchange (LME) an die Controller bei Sumitomo und bewiesen dem Unternehmen, dass Hamanaka Luftbuchungen in die Bilanz einfließen ließ. Dennoch erfolgten keine Sanktionen seitens der Sumitomo Corporation und Hamanaka verblieb auf seinem Posten. 
Im Jahr 1993 erkannte Hamanaka wegen der wachsenden industriellen Großproduktion einen gestiegenen Kupferbedarf in China. Das Wirtschaftsministerium in Peking reagierte allerdings auf Hamanakas Spekulation auf einen steigenden Kupferpreis, indem es den Markt mit Verbalinterventionen unter Druck setzte. Dies bedeutete bereits Verluste in Millionenhöhe für Hamanaka und somit für Sumitomo. Da der Durchschnittspreis der Terminkontrakte Hamanakas trotz dessen künstlicher Erhöhung noch immer oberhalb des Marktpreises lag, begann Hamanaka daraufhin, Bilanzen und Handelsberichte zu fälschen.
Im Juni 1996 wurde das kriminelle Handeln Hamanakas bekannt. Das Unternehmen musste hohe Verluste melden und kündigte dem ehemaligen Starhändler fristlos. In der Folge sank der Kupferpreis innerhalb eines Tages um 27 Prozent, was für Sumitomo einen Verlust von 2,6 Milliarden US-Dollar bedeutete, also etwa ein Zehntel des Firmenkapitals.

## Urteil
Hamanaka wurde 1998 zu acht Jahren Gefängnis verurteilt, von denen er sechs absitzen musste. Der Richter kritisierte allerdings in seiner Urteilsbegründung auch das Management des Bankhauses scharf.